# 프톨레마이오스의 세계 지도

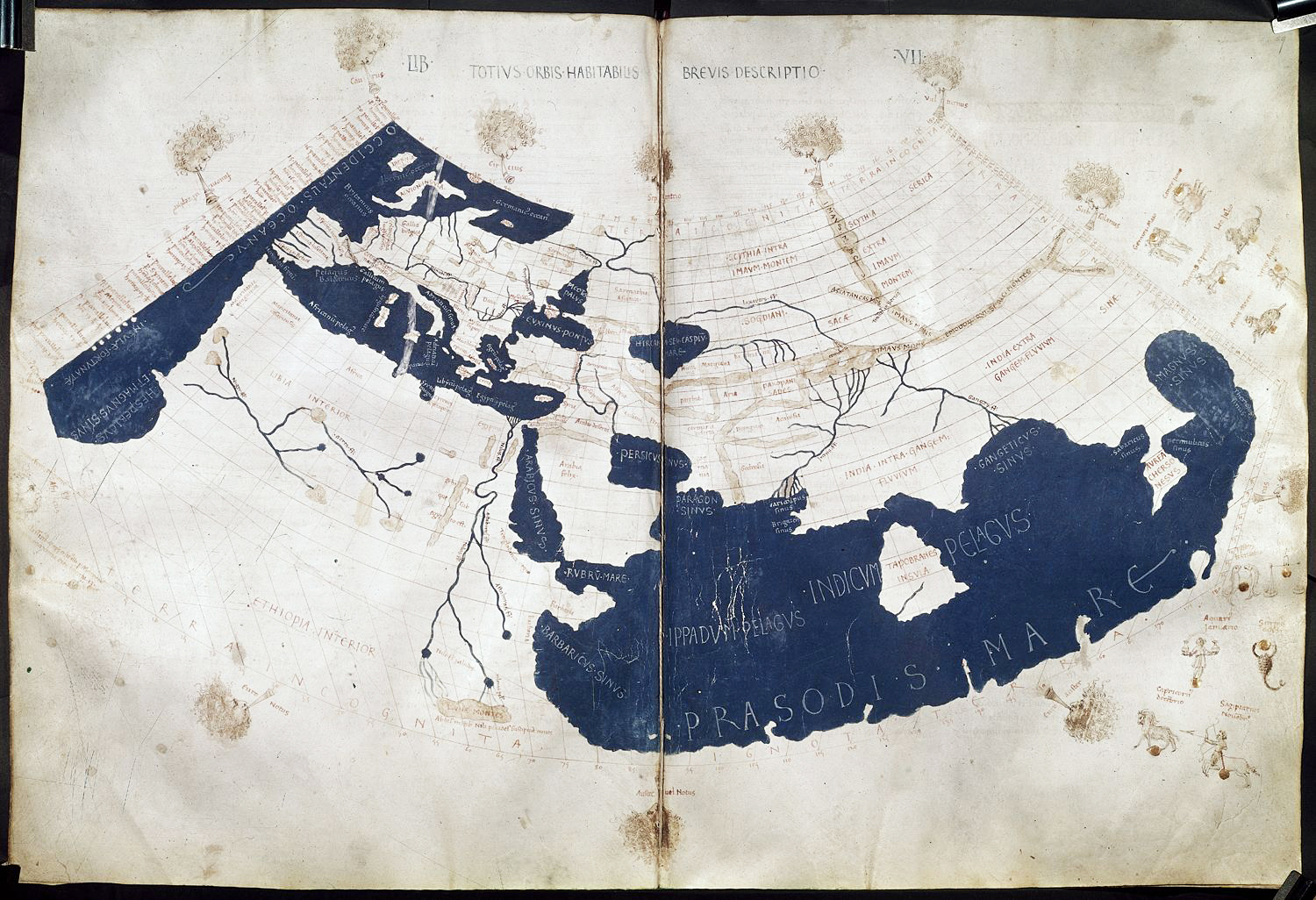
프톨레마이오스의 세계지도. 원본이 아닌 <지리학> (프톨레마이오스, 서기 약 150년경)의 15세기 판본에서 재구성한 지도이다. 우측면의 큰 섬 '타프로바네' (Taprobane) 섬 너머 맨 오른쪽에 '시나이' (Sinae)와 '아우레아 케르소네수스' (Aurea Chersonesus)가 보인다.

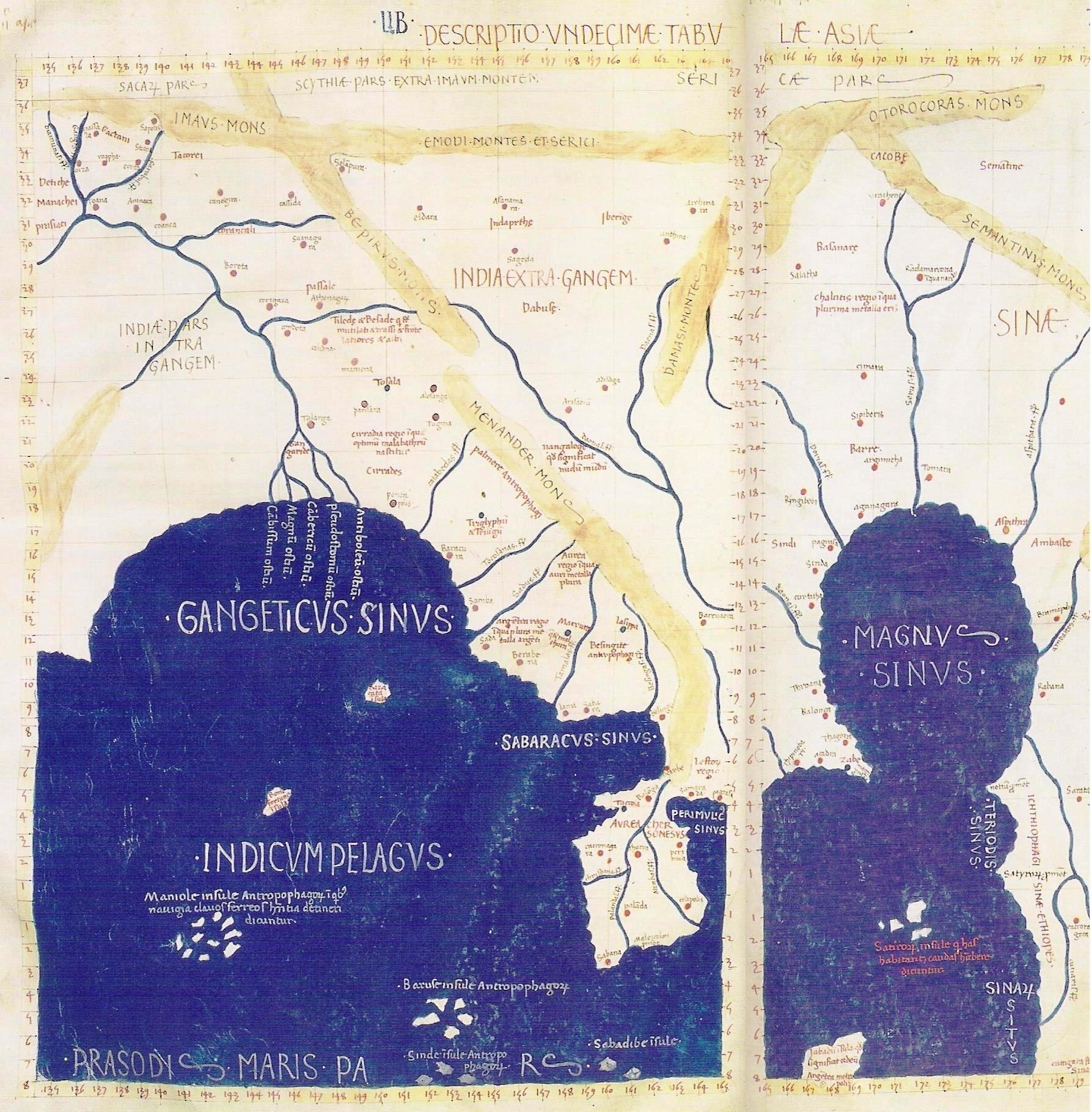
프톨레마이오스의 세계지도 중 동아시아와 동남아시아 일대의 세부도. 왼쪽은 갠지스만 (벵골만), 중앙은 인도차이나 반도, 오른쪽은 남중국해와 '시나이' (중국)이다.

프톨레마이오스의 세계 지도는 서기 2세기 그리스-로마 시대에 제작된 세계 지도이다. 150년경 집필된 프톨레마이오스의 지리서 <지리학>의 서술을 기반으로 제작되었다. 지도 자체는 초창기 판본에 담긴 몇가지 기록에 기반하여, 알렉산드리아의 아가토다이몬이 제작한 것으로 여겨지고 있다.
프톨레마이오스 지도에서 눈여겨볼 특징은 경도와 위도선을 처음 사용한 점과 천체 관측을 통해 지상의 위치를 지정한 점이다. 지리학은 9세기 이슬람 지리학자의 손을 거쳐 그리스어에서 아랍어로 번역되었으며, 알콰리즈미의 연구에서 큰 역할을 하였다가 잊혀지고 말았다. 그러나 지구 좌표계라는 발상은 유럽인들의 지리적 사고에 혁명을 일으켰고, 수학에 기반한 지도 제작에도 영감을 주었다.
프톨레마이오스 세계 지도의 원본은 <지리학> 저술과 함께 출판되었으나 아직까지 발견되지 않고 있다. 오늘날 알려진 판본은 1295년경 막시무스 플라누데스의 명에 따라 비잔틴 수도사들이 프톨레마이오스가 기록한 좌표를 지도로 재구성한 것이다. 다만 프톨레마이오스가 제시한 두가지 투영법 중에 덜 선호하는 방법으로 제작되었기 때문에, 원본 지도의 밑바탕이 된 기록과 동일한 것은 아닐 가능성이 존재한다.

## 대륙
세계지도에 표시된 대륙은 유럽, 아시아, 리비아 (아프리카)이다. 대양은 서쪽에만 있는 것으로 취급하고 있으며, 나머지 수역은 지중해와 인도양 (Indicum Pelagus)라는 두 개의 커다란 내해로서 구분하고 있다. 지중해의 경우 마리누스와 프톨레마이오스가 지구 둘레 측정 과정에서 오류를 일으키는 바람에 호의 각도 측면에서 너무 멀리 뻗은 것으로 묘사되어 있다. 뿐만 아니라 인도양도 히파르코스의 기록에 의존하는 바람에 테라 인코그니타 (미지의 땅)의 동쪽과 남쪽 해안선으로 둘러쌓인 것으로 그려놓았으며, 대양의 서쪽 해안도 구분할 수 없게 되었다.
인도는 인더스 강과 갠지스 강으로 둘러싸여 있지만 반도의 크기가 훨씬 작다. 대신 스리랑카 (Taprobane)가 몹시 크게 그려졌다. 말레이 반도는 황금반도로 묘사해 놓았는데, 그전까지는 수마트라섬의 금광에 대한 인도인의 설명을 오인하여 '황금 섬'이라고 알려졌었다. 황금반도 너머  거대한 만 (Magnus Sinus)은 태국 만과 남중국해가 이어진 모습인데 지도 끝자락에서 인도양 너머의 '미지의 땅'과 연결되어 있다. 중국은 시나에(Sinae)와 세리카(Serica)의 두 영역으로 나누어 묘사했는데 이는 육상 실크로드와 해상 실크로드의 두가지 교통로로 연결되었던 것을 별개의 지역으로서 반영한 듯 하다.
프톨레마이오스의 세계 지도와 그로부터 파생된 지도는 로마제국의 동방 영토 확장에 중요한 역할을 했을 것으로 추정된다. 인도양 무역은 2세기부터 광범위한 수준에 다다랐으며, 인도 각지에서 로마의 무역항이 세워진 흔적이 실제로 확인된다. 이 무역항으로부터 중국과의 교류를 개진하여 중국 주재 로마 대사관을 개설했다는 사실이 서기 166년 한나라의 기록으로 밝혀졌다.
덴마크 역사가 구트문트 쉬트 (Gudmund Schütte)는 프톨레마이오스의 세계 지도에서 덴마크 지역의 재구성을 위한 연구에 나섰다. 윌란반도는 물론, 고대 덴마크의 여러 지명과 부족명이 발견되었으며, 오늘날 해당 위치의 지명도 비정할 수 있었다.